# Lydia Wanyoto
Lydia Wanyoto Mutende (Mbale, 1974) é uma advogada, política e diplomata ugandense, que serviu como Representante Especial Adjunta do Presidente da Comissão da União Africana (DSRCC), com sede em Adis Abeba, Etiópia. De julho de 2014 a agosto de 2014, ela serviu temporariamente como Chefe da Missão da União Africana para a Somália.

## Biografia
Wanyoto nasceu em Mbale, na região oriental de Uganda por volta de 1971. Frequentou a Fairway Primary School, em Mbale, onde obteve o certificado de conclusão de escola primária; transferiu-se para a Gayaza High School, no distrito de Wakiso, onde obteve seu certificado de nível ordinário;e completou o ensino médio na Makerere High School.
Ela foi admitida na Universidade Cristã de Uganda (UCU), onde se formou bacharel em Educação em Línguas, especializando-se em literatura inglesa, inglês, francês e kiswahili. Obteve um grau de Bacharel em Direito, também da UCU.
Ela seguiu com sua formação obtendo um Diploma em Prática Jurídica, concedido pelo Law Development Center, em Kampala. Seu primeiro mestrado, em Direito dos Direitos Humanos, foi obtido na Universidade de Makerere, a maior e mais antiga universidade pública de Uganda (aasim como segundo, um mestre de artes em estudos de gênero e mulheres).

### Carreira
Em 1995, enquanto estudava, Wanyoto tornou-se ativa na política do campus e foi eleita presidente da Marty Stuart Hall, uma das residências femininas. Durante a Assembléia Constituinte de 1995, voluntariou-se na câmara do parlamento, ajudando o Presidente da Assembleia com papelada.
Em 2001, Wanyoto foi eleita para a primeira Assembléia Legislativa da África Oriental, apesar de nunca ter servido como membro do parlamento de Uganda. Ela desempenhou essa função de 4 de fevereiro de 2001 a 10 de fevereiro de 2006.

## Vida pessoal
Lydia Wanyoto era casada com o falecido James Shinyabulo Mutende, que foi o ministro da Indústria de 27 de maio de 2011 até 2 de outubro de 2015.